# Marca Extrema
La Marca Extrema (en árabe: الثغر الأقصى‎, aṯ-Ṯaġr al-’Aqṣà, literal. 'Marca Extrema'), también conocida como Frontera Extrema, fue una división administrativa y militar al nordeste de al-Ándalus, en el valle del Ebro, integrada dentro de la Marca Superior (al-Tagr al-Ala), la circunscripción más alejada de Qurtuba y la más próxima y expuesta al peligro cristiano. 

## Descripción
Aunque la denominación al-Tagr al-Aqsa se utilizaba usualmente como un sinónimo de al-Tagr al-Ala (Marca Superior), algunos autores indican que, en sentido estricto, al-Aqsa sólo se refería a las coras más septentrionales de la marca, las de Washka y Barbitanya.